# リムナンテス
リムナンテス、リムナンセス（学：Limnanthes）はリムナンテス科（リムナンタ科）に含まれる属の一つ。または、リムナンテス属に含まれる植物の総称。花の配色から"poached egg plant"（落とし卵草）という英名がある。

## 特徴
アメリカ合衆国のオレゴン州、カリフォルニア州に自生する秋播きの一年草である。花は内側が黄色、外側が白色となり、形状はネモフィラやアグロステンマに似る。尚、花色が黄色のみの変種も存在する。開花期は4～7月頃。草丈は15㎝ほどで、こんもり半円状に株は成長する。この事から、ハンギングバスケットへ植えこんだり、グランドカバーにも適する。茎が叢生し、地面を匍匐しながら成長するため、株元の加湿には非常に弱いが、本属の植物は湿った牧草地などが自生地の為、根自体の耐湿性はそれなりにある。前述の通り、加湿に弱い性質の為、日本の梅雨～秋の間の時期を越すのは難しく、播種から一年経つ前に枯死してしまう事が多いので花期が終わる夏前には株は処分する。花言葉には「快活」「清純」「愉快な気分」がある。花言葉の由来は不明。葉は細かい奇数羽状複葉となる。
L. alba は種子から化粧品用の油（メドウフォーム油）を採るために品種改良の上で栽培されている。メドウフォーム油はエルカ酸を多く含み、菜種油に類似する。

## 栽培方法
苗の流通量は少ない為、種子から育てるのが一般的である。発芽適温は10～15℃あたりで、寒地以外では10月頃に播種する。寒さが厳しい寒地では春播きのほうが苗の生存率は上がる。寒地以外でも霜が降る地域では、軽い霜除けが必要である。発芽率は比較的高く、また成長速度も速いので移植を適切な時期に行う。子葉が展開し、展開葉（開いた葉の事）が4～5枚になったらポットへ移植し育苗する。この際、乾燥に注意して管理を行う。3月ごろ～花期の終わりごろまで2週間に一度液体肥料を施肥する。ただし多量な施肥は好まないので頻度に注意する。霜の心配がなくなる時期に地植えを行う。横にかなり広がる品種が多いので条間、株間は20㎝程度間隔を空ける。病害虫はアブラムシやハダニがある。定期的な薬剤散布で予防が可能。ケイトウ、ニチニチソウ、ネモフィラと同じく直根性で、移植を嫌うので一度定植をしたら移植しないようにする。花が終わった花がらは摘み取って種子ができるのを防ぎ、株の成長を促進させる。一年草なので寿命は短いが、零れ種で良く増えるので次の年も同じように花を楽しむ事が出来る。

## 名称について
属名の Limnanthes はギリシャ語の Limne（リムン）＋Anthos（アントス）の合成語で、「沼の花」「湿地の花」を指す。これは本種が沼地など湿った環境を好む事に因んでいる。英名は、Poached egg plant（落とし卵草）、Poached egg flower（落とし卵花）、Fried egg（焼き卵）などがある。いずれも花色に因む。また、Meadow Foam（牧草の泡）は本種の花の付き方に因む。この英名は白花のアルバ種に用いられる。

## 下位分類

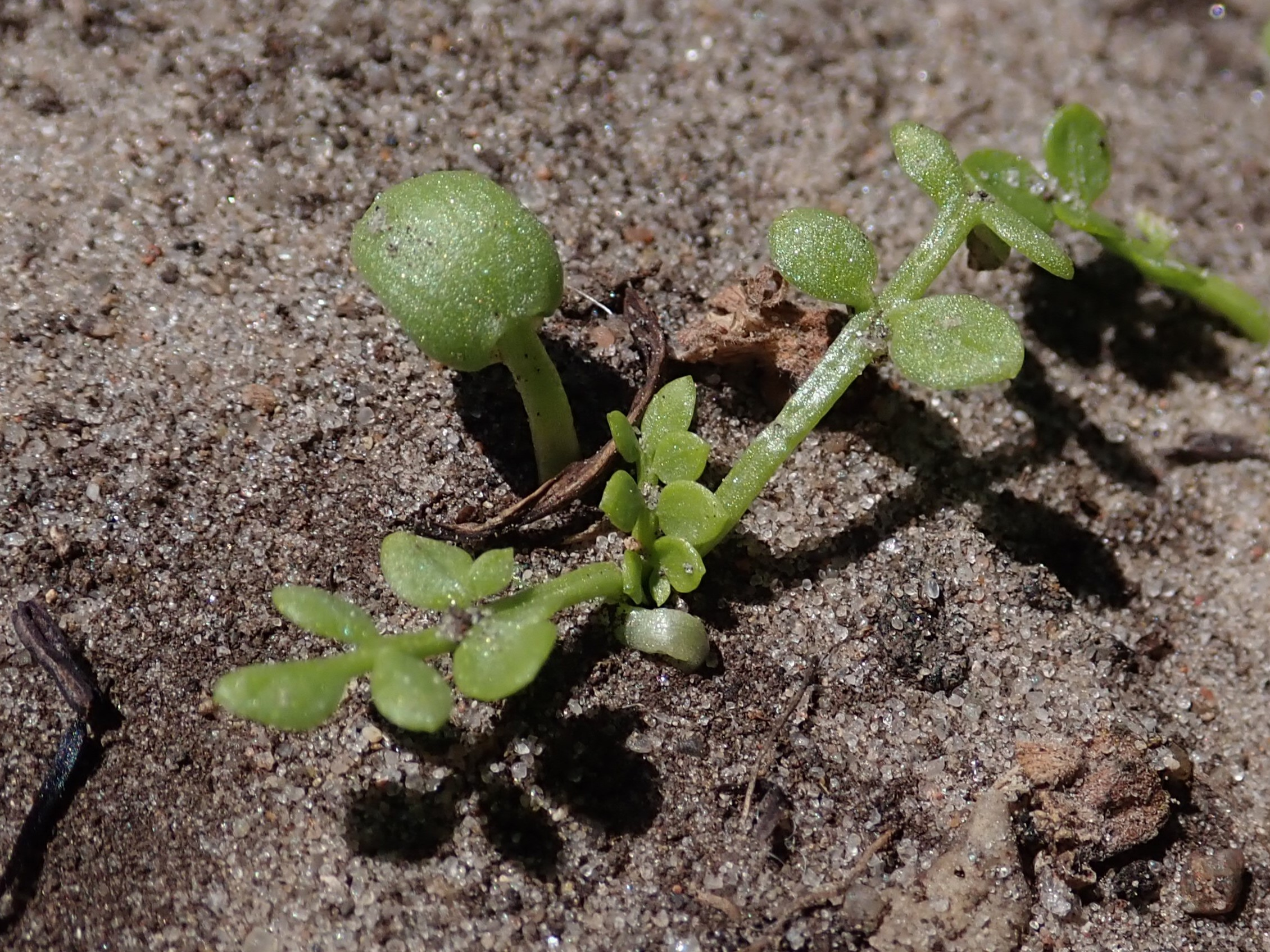
若い株

本節では栽培される種を掲載する。リムアンテス属は凡そ10種類程度を含む小さな科である。（参考元）
- リムナンテス・アルバ

　（Limnanthes alba）
- リムナンテス・ヴィンキュランス

　（Limnanthes vinculans）
- リムナンテス・ダグラシー

　（Limnanthes douglasii）
- リムナンテス・バケリー

　（Limnanthes bakeri）
- リムナンテス・フロッコーサ

　（Limnanthes floccosa）
- リムナンテス・マコウニー

　（Limnanthes macounii）
- リムナンテス・モンタナ

　（Limnanthes montana）

## ギャラリー

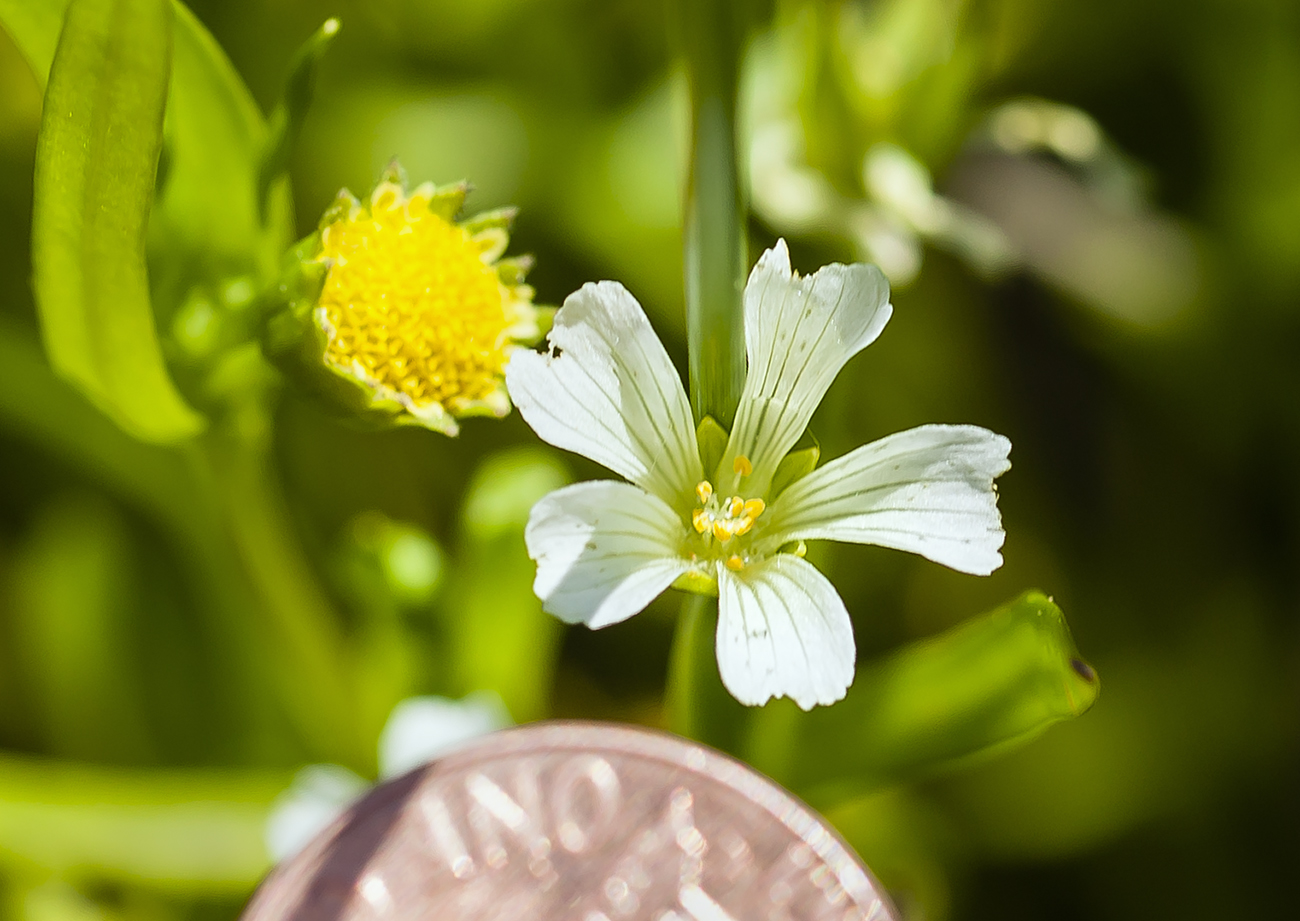
バケリー種
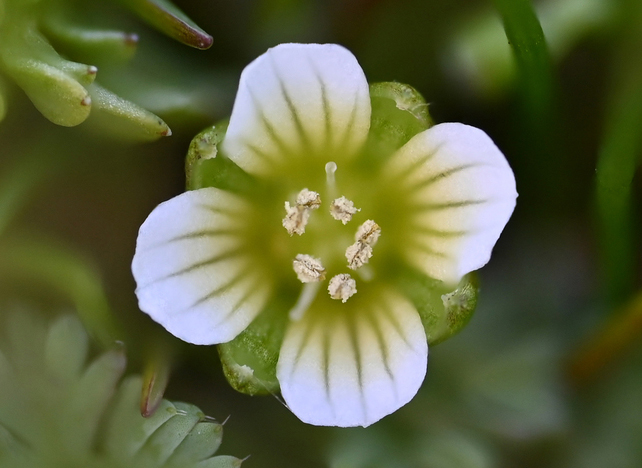
マコウニー種
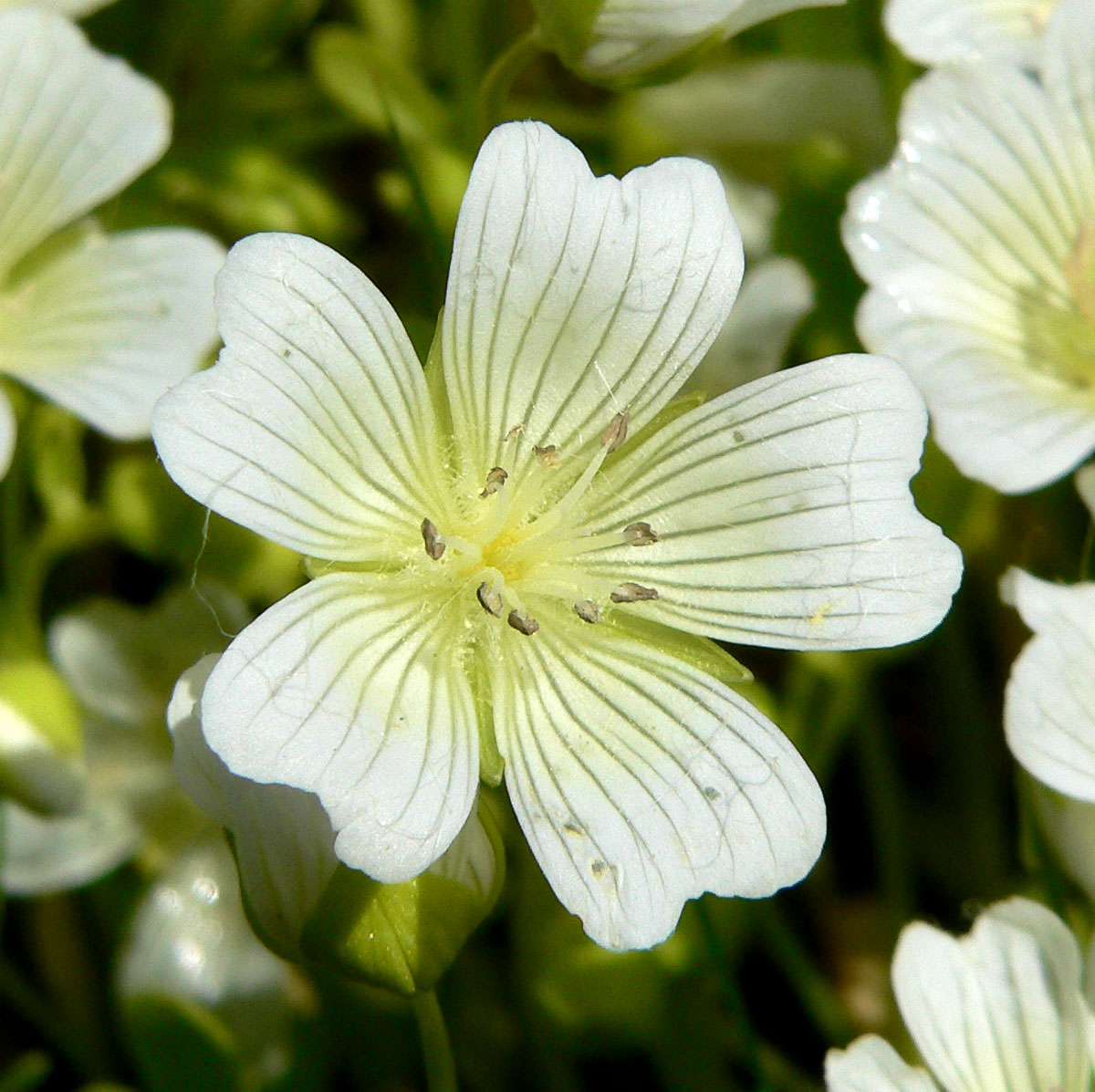
ヴィンキュランス種
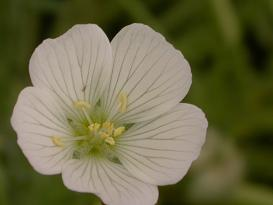
アルバ種
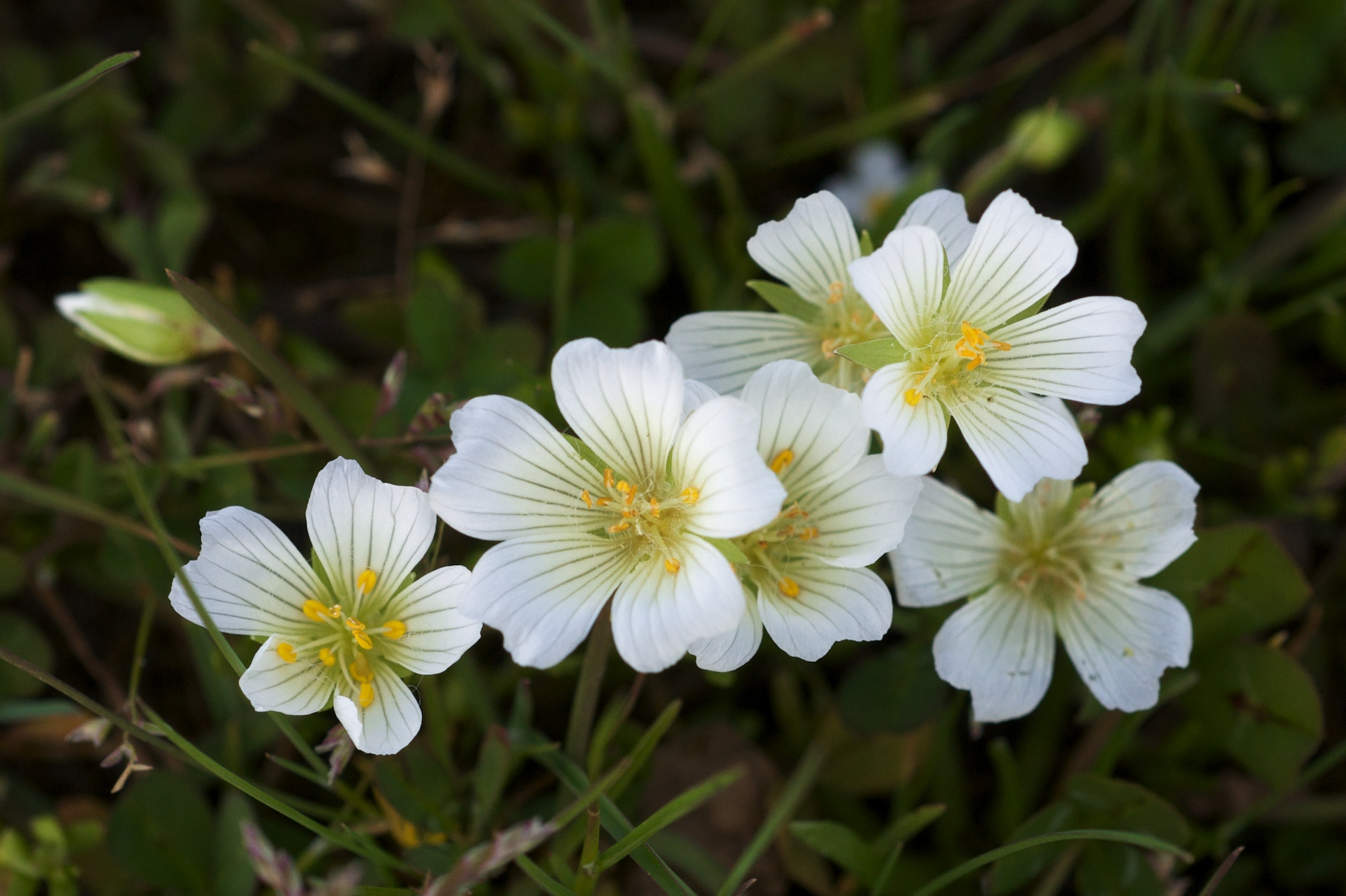
フロッコーサ種
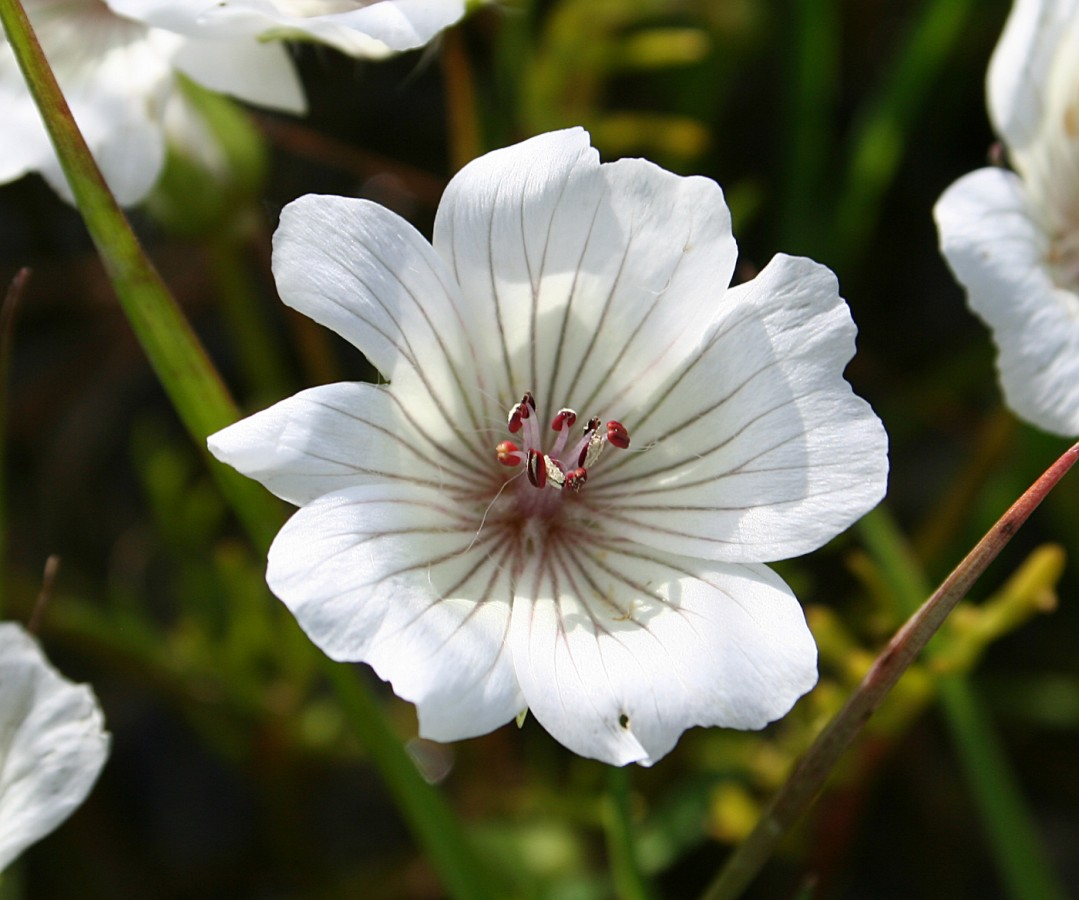
白花のダグラシー種
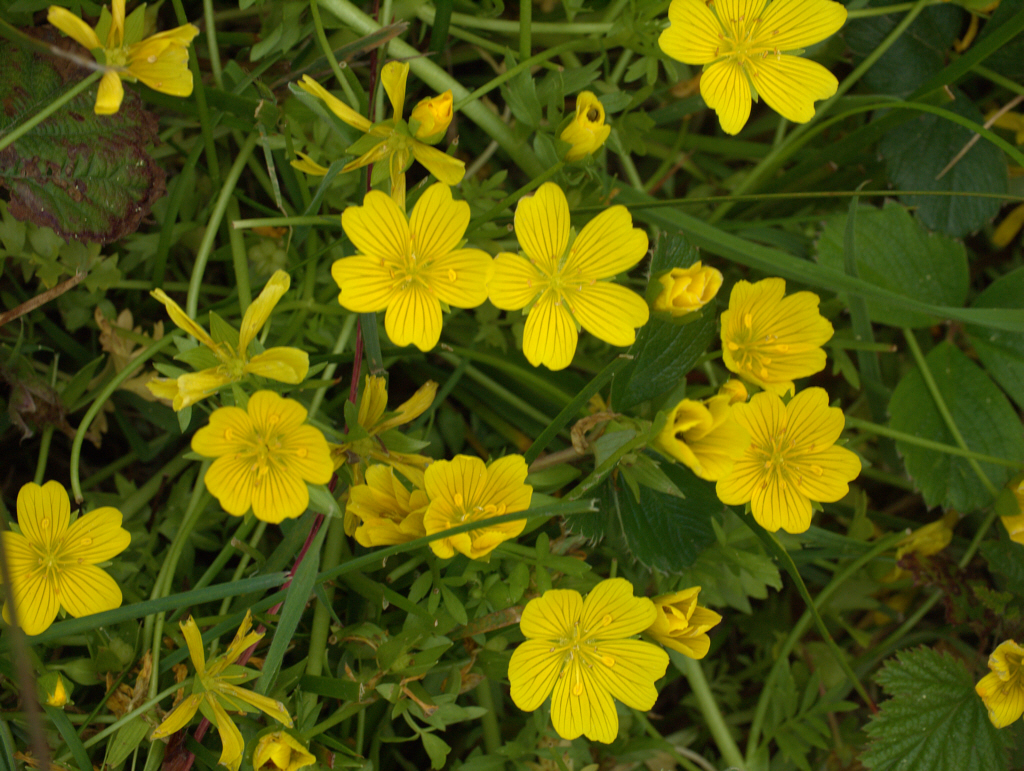
黄花のダグラシー種